# Gerlachov, Poprad
Gerlachov este o comună slovacă, aflată în districtul Poprad din regiunea Prešov. Localitatea se află la altitudinea de 790 m deasupra n.m., se întinde pe o suprafață de 5,27 km2 și în 2017 număra 848 de locuitori. Se învecinează cu comuna Vysoké Tatry.

## Așezare
Localitatea se află în partea centrală a districtului, la poalele Munților Tatra Mare. Cel mai înalt vârf din Tatra, din Slovacia și din întreg lanțul carpatic, Vârful Gerlachovský, se află pe teritoriul comunei, și își trage numele de la localitatea Gerlachov.

## Demografie
| An:                | 1994 | 2004    | 2014   | 2024   |
| ------------------ | ---- | ------- | ------ | ------ |
| Număr de persoane: | 704  | 796     | 830    | 864    |
| Diferență:         |      | +13,06% | +4,27% | +4,09% |

| An:                | 2023 | 2024   |
| ------------------ | ---- | ------ |
| Număr de persoane: | 867  | 864    |
| Diferență:         |      | −0,34% |

## Istoric
Localitatea Gerlachov este atestată documentar din 1326.